# Виговський Данило Сергійович
Данило Сергійович Виговський (нар. 27 березня 2001, Луганськ, Україна) — російський та український футболіст, півзахисник зуєвського «Знамені Труда».

## Життєпис
Народився в Луганську, вихованець молодіжної академії місцевої «Зорі». З 2015 по 2018 рік виступав за молодіжні команди волгоградського «Ротора» та московського «Спартака».
У середині вересня 2019 року підписав свій перший дорослий контракт, з «Енергетиком-БДУ». У футболці клубу з Мінського району дебютував 21 жовтня 2019 року в програному (0:1) виїзному поєдинку 25-го туру Вищої ліги проти «Городеї». Данило вийшов на поле на 64-й хвилині, замінивши бразильця Віктора Діаша. Першим голом у складі «енергетиків» відзначився 28 серпня 2020 року на 32-й хвилині переможного (6:1) виїзного поєдинку кубку Білорусі проти «Орші». Данило вийшов на поле в стартовому складі, а на 46-й хвилині його замінив Владислав Мухамедов. Єдиним голом у вищому дивізіоні Білорусі відзначився 13 березня 2021 року на 85-й хвилині переможного (3:0) домашнього поєдинку 1-го туру проти «Сморгоні». Виговський вийшов на поле на 80-й хвилині, замінивши Артема Васильєва. Проте яскравості в командну гру так і не додав. У вищому дивізіоні чемпіонату Білорусі зіграв 7 матчів та відзначився 1-м голом.
На початку липня 2021 року перебрався до «Спартакса». У футболці юрмальського клубу дебютував 4 липня 2021 року в переможному (3:0) виїзному поєдинку 16-го туру Вірсліги проти «Метти». Данило вийшов на поле на 43-й хвилині, замінивши Луіза Ігбіневеку. У сезоні 2021 року зіграв 12 матчів у вищому дивізіоні Латвії, ще 1 поєдинок провів у кубку Латвії.
У середині серпня 2022 року повернувся до Росії, де став гравцем «Знамені Труда». У футболці зуєвського клубу дебютував 10 серпня 2022 року в програному (0:3) домашньому поєдинку 5-го туру Другої ліги Росії проти владимирського «Торпедо». Данило вийшов на поле на 57-й хвилині, замінивши Микиту Холявського, а на 90+1-й хвилині отримав жовту картку. У Другій лізі Росії першим голом відзначився 21 серпня 2022 року на 4-й хвилині програного (1:5) домашнього поєдинку 7-го туру проти «Твері». Виговський вийшов на поле в стартовому складі та відіграв увесь матч, а на 44-й хвилині отримав жовту картку. 